# Tarzan Finds a Son!
Tarzan Finds a Son! —título original en inglés traducible como «¡Tarzán encuentra un hijo!»— es una película estadounidense de aventuras rodada en blanco y negro y estrenada en 1939. Ha sido exhibida en diversos países hispanohablantes con los títulos de Tarzán y su hijo y El hijo de Tarzán. Es la cuarta de las películas de la serie sobre Tarzán producida por Metro-Goldwyn-Mayer y protagonizada por Johnny Weissmuller y Maureen O'Sullivan. Al igual que su precedesora, La fuga de Tarzán, fue dirigida por Richard Thorpe. Supuso la incorporación a la serie del pequeño actor Johnny Sheffield en el papel de Boy.

## Sinopsis
Un avión se estrella en la selva y solo sobrevive un bebé. El niño es salvado por Chita y otros chimpancés y adoptado por Tarzán y Jane, que le llaman Boy. Cinco años más tarde reciben la visita de una expedición de rescate que busca a las víctimas del accidente. Jane presenta a Boy como su hijo y dice que todos los ocupantes del avión murieron. Austin Lancing y su esposa aceptan la explicación, ya que la muerte del niño les convierte en herederos de una fortuna. Pero Sir Thomas Lancing piensa que Boy puede ser el niño desaparecido. Finalmente, el matrimonio decide llevarse al niño para administrar su herencia en su propio beneficio. Ante la oposición de Sir Thomas, ordenan a Sandee, el guía de la expedición, que lo encierre bajo custodia para evitar que prevenga a Tarzán.
Tarzán ve lo sucedido y roba las armas de fuego del campamento y las arroja a una poza situada en una sima. Sin embargo, el matrimonio Lancing convence a Jane de que lo mejor para el niño es que viaje con ellos a Inglaterra. Jane engaña a Tarzán para que recupere las armas, le abandona en la sima y entrega a Boy a los Lancing.
En el camino de vuelta, Sir Thomas advierte a Jane del peligro que corre el niño con sus codiciosos primos, pero es asesinado por Austin. Los secuestradores desconfían de los consejos de Jane y eligen el camino que les hace caer a todos en las manos de los crueles Zambeli. Mientras estos comienzan a sacrificar a los porteadores africanos, Jane consigue que Boy pueda escapar a costa de ser herida por una lanza. El niño rescata a Tarzán de la sima y este dirige una carga de elefantes que destruye el poblado zambeli, salva a Jane, a la ya viuda de Austin Lancing —que ha sido sacrificado por los nativos— y a Sandee. Estos dos son expulsados y Tarzán vuelve a casa con su esposa e hijo.

## Reparto
| Intérprete         | Rol                       |
| ------------------ | ------------------------- |
| Johnny Weissmuller | Tarzán                    |
| Maureen O'Sullivan | Jane                      |
| Johnny Sheffield   | Boy                       |
| Ian Hunter         | Austin Lancing            |
| Henry Stephenson   | Sir Thomas Lancing        |
| Frieda Inescort    | Señora de Austin Lancing  |
| Henry Wilcoxon     | Sandee                    |
| Laraine Day        | Señora de Richard Lancing |
| Morton Lowry       | Richard Lancing           |